# Cal Tudela (Tàrrega)
Cal Tudela era una casa amb elements gòtics i renaixentistes del Talladell, al municipi de Tàrrega (Urgell) inclosa a l'Inventari del Patrimoni Arquitectònic de Catalunya.

## Descripció
Era una casa de murs de paredat, arrebossat, però bastant malmès. A la planta baixa hi havia dues portes quadrangulars, la principal molt més gran. La planta noble tenia tres balcons amb barana de forja amb elements corbats. A la golfa hi havia dues finestres als extrems, rectangulars, l'una molt decorada, amb base i les restes dels extrems d'un trencaaigües desaparegut. Aquestes restes són dos petits busts humans molt expressius.
Al centre de les golfes hi havia una galeria de tres arcades d'arc de mig punt, cegades, excepte la del mig convertida en finestra. L'edifici ha estat enderrocat, actualment hi ha un edifici de nova construcció.